# Forsvarets Medalje for Sårede i Tjeneste
Forsvarets Medalje for Sårede i Tjeneste er en dansk medalje i det danske Forsvar indstiftet i 2010. Medaljen er indstiftet som en delvis erstatning for Forsvarets Medalje for Faldne og Sårede i Tjeneste. 
Medaljen tildeles af Forsvarschefen til danske soldater eller civile der er blevet alvorligt såret eller invalideret som følge af våbenbrug (samt miner), kamphandlinger eller terrorangreb i forbindelse med en national eller international operation. I modsætning til Forsvarets Medalje for Faldne og Sårede i Tjeneste kan denne medalje også tildeles for psykiske reaktioner såsom posttraumatisk belastningsreaktioner der er anerkendt af Arbejdsskadestyrelsen.
Medaljen er rund, af forgyldt sølv og forsiden er præget af rigsvåbnets tre løver samt ni søblade. På medaljens bagside er der indgraveret "Såret i Tjeneste" samt årstal i en krans af egeløv. Medaljen er ophængt i et hvidt krydsbånd med to tynde røde striber på hver side af båndet.
Ved gentagen tildeling vil medaljen på tilføjet et egeløv af sølv placeret på krydsbåndet, mens egeløvet af sølv ved en tredje tildeling vil blive ændret til et af guld.

## Eksterne links
- retsinformation.dk: Cirkulære om tildeling af Forsvarets Medalje for Sårede i Tjeneste Arkiveret 10. oktober 2013 hos  Wayback Machine